# Barta'a
Barta'a (hebrejsky: ברטעה, arabsky: برطعة, v oficiálním přepisu do angličtiny: Barta'a) byla obec v severním Izraeli, v Haifském distriktu začleněná roku 1995 do města Basma.

## Geografie
Nachází se v nadmořské výšce cca 185 metrů v kopcovité krajině regionu vádí Ara cca 40 kilometrů jihojihovýchodně od Haify a cca 7 kilometrů jihozápadně od Umm al-Fachm. Severně a severozápadně od vesnice se rozkládá zalesněná vrchovina Giv'ot Iron, přímo skrz vesnici prochází mírným údolím vádí Nachal Narbeta.

## Dějiny
Vesnice Barta'a byla po první arabsko-izraelské válce roku 1949 rozdělena na západní část (Barta'a al-Gharbija) obsazenou Izraelem a východní část (Barta'a aš-Šharkija), která spadala pod Západní břeh Jordánu kontrolovaný Jordánskem. Pošestidenní válce roku 1967 obsadil Izrael i východní část vesnice, ale administrativně zůstávaly obě poloviny obce odděleny a tento stav trvá i na počátku 21. století. Západní i východní část Barta'a byly ale od zbytku Západního břehu Jordánu odděleny bezpečnostní bariérou.
V roce 1995 vznikla sloučením tří dosud samostatných vesnic Barta'a, Ejn al-Sahla a Mu'avija obec Basma, brzy nato povýšená na město, přičemž její název je akronymem počátečních písmen těchto původních vesnic. Vzhledem k tomu, že ostatní dvě vesnice, z nichž bylo utvořeno dnešní město Basma, se nacházejí v geograficky oddělených oblastech, bez přímé teritoriální návaznosti, zachovává si Barta'a urbanistický charakter samostatného sídla.

## Demografie
Barta'a je vesnicí s arabskou populací. Obyvatelé západní části patří do komunity izraelských Arabů, východní část vesnice obývají Palestinci.
| Rok            | 1922 | 1931 | 1945 | 1961 | 1972 | 1983  | 1995  |
| -------------- | ---- | ---- | ---- | ---- | ---- | ----- | ----- |
| Počet obyvatel | 468  | 692  | 1000 | 481  | 792  | 1 202 | 1 800 |

do roku 1945 údaje za obě části vesnice